# گورستان تاریخی گیلیارد
گورستان تاریخی گیلیارد در خرداد ۱۳۹۶ به شماره ۳۱۶۹۱ در فهرست آثار ملی کشور به ثبت رسیده‌است و رتبه هفتاد و سومین اثر ثبت شده از شهرستان دماوند در فهرست آثار ملی کشور را به خود اختصاص داد.
این گورستان در غرب محله جیلارد دماوند، بر روی تپه ای مشرف به خیابان اصلی و شمال شهرک جهاد واقع شده‌است. گورستان مربوط به یهودیان دارای دو بخش جدید و قدیمی تر می‌باشد که در بخش قدیمی آثاری از ششصد سال پیش نیز موجود است. در قسمت جنوب شرق گورستان یهودیان، آثاری از گورستان مسلمانان نیز وجود دارد که سفال شکسته‌های موجود در آن از دوران سلجوقی و تیموری یافت می‌شود که بیانگر قدمتی مربوط به قرون ۵ و ۶ هجری است.

## پیرامون
پس از ثبت این مکان تاریخی به عنوان اثری تاریخی و تنها یک روز پس از نصب تابلو معرفی اثر در محوطه اثر، این تابلو توسط عده ای ناشناس تخریب شد.